# Héctor Abad Faciolince
Héctor Abad Faciolince (Medellín, 1 de octubre de 1958) es un escritor y periodista colombiano. Sus libros más exitosos son El olvido que seremos, sobre la vida y asesinato de su padre Héctor Abad Gómez, al que fue otorgado el premio Casa de América Latina de Portugal por el libro como mejor obra latinoamericana y el Premio Wola-Duke en Derechos Humanos, y Angosta, que obtuvo en 2005 en China el premio a la mejor novela extranjera. 
Además ha recibido un Premio Nacional de Cuento, una Beca Nacional de Novela (1994) y dos Premios Simón Bolívar de Periodismo de Opinión (1998 y 2006). En 2016 creó Angosta Editores, una editorial independiente de Colombia.

## Biografía
Inició sus estudios de medicina, filosofía, periodismo y literatura en su ciudad natal, Medellín. Finalmente estudió lenguas y literaturas modernas en la Universidad de Turín. Se desempeñó como columnista de la revista Semana, hasta abril de 2008 y a partir de mayo de ese mismo año se integró al ahora diario El Espectador como columnista y asesor editorial. 
Hijo de Cecilia Faciolince y de Héctor Abad Gómez, médico, profesor universitario y defensor de derechos humanos, quien fue asesinado en Medellín en agosto de 1987. Nació en Medellín, en el departamento de Antioquia, Colombia, fue el único hombre de una familia con cinco hermanas. Inició sus estudios primarios en el colegio Los Alcázares de Medellín, dirigido por el Opus Dei; a pesar de la oposición de ideas que tenía su padre frente a la iglesia, lo matriculó en este colegio debido a la buena calidad de sus estudios. En esta escuela Abad Faciolince se inicia en el oficio de escribir creando una revista, llamada Criterio, en donde él y Mauricio García Villegas publicaban comentarios críticos de los profesores, de la escuela y de otros temas cotidianos.
Durante su infancia Héctor Abad fue influenciado en gran medida por su padre, médico de la Universidad de Antioquia, con quien conoció a los poetas Porfirio Barba Jacob y León de Greiff, ya que su padre le recitaba poemas de memoria.
Luego de terminar el colegio, opta por no entrar a la universidad inmediatamente y con el apoyo de su padre viajan juntos a México en donde utiliza su tiempo para leer En busca del tiempo perdido de Proust Cuando regresa a Medellín, se matriculó en la Universidad Pontificia Bolivariana de donde fue expulsado por una columna que publicó en el periódico Paredón, creado junto con otros compañeros de su carrera de periodismo. A pesar de este suceso, es aceptado en la Universidad de Antioquia en donde continúa su carrera, pero debido a los constantes paros y suspensiones de semestre, decide abandonar la carrera e ir a vivir con su novia a Italia. Durante su estadía en este país, lee novelas y poemas del Siglo de Oro, en especial a Quevedo cuya influencia se percibe en su primera novela publicada Asuntos de un hidalgo disoluto. Mauricio Vélez Upegui comenta que esta obra revela un tono picaresco, lo que se debe a que en muchos de los temas se puede ver la parodia.
Posteriormente, completa sus estudios en lenguas y literaturas modernas en la Universidad de Turín, Italia, de la cual se gradúa con una tesis laureada sobre la obra de Guillermo Cabrera Tres tristes tigres.
En su carrera como escritor ha obtenido diversos reconocimientos por sus obras tales como Premio Nacional de Cuento (1981) en Colombia, la Beca Nacional de Novela (1994) y el Premio Simón Bolívar de Periodismo de Opinión (1998). En el año 2000 obtuvo en España el I Premio Casa de América de Narrativa Innovadora con la obra Basura (Lengua de Trapo, 2000). Y en 2005 recibió en China el Premio a la Mejor Novela Extranjera del Año por Angosta (Editorial Seix Barral, 2004). Su libro El olvido que seremos, ha sido elegido con el Premio de Literatura Casa da América Latina/Banif (Lisboa), otorgado a la mejor obra de autor de América Latina publicada en Portugal en el año 2008 y 2009. Ha traducido a autores italianos como Umberto Eco, Lampedusa e Italo Calvino y publicado numerosos ensayos de tipo académico para revistas de uno y otro lado del Atlántico. También ha participado con frecuencia como conferenciante invitado en eventos literarios de muy diversos países. Junto a las ya mencionadas, son obras destacadas de su producción literaria, traducida a varios idiomas: Malos Pensamientos (Editorial Universidad de Antioquia, 1991); Asuntos de un hidalgo disoluto (Alfaguara, 1994); Tratado de culinaria para mujeres tristes (Alfaguara, 1996); Fragmentos de amor furtivo (Alfaguara, 1998); Palabras sueltas (Seix Barral, 2002); Oriente empieza en El Cairo (Mondadori, 2002); El olvido que seremos (Seix Barral, 2005); El amanecer de un marido (Seix Barral, 2008) y su último libro Traiciones de la memoria (Alfaguara, 2009).
Reside en Bogotá donde se desempeña como columnista del periódico El Espectador y comentarista de Blu Radio.
Dentro de su actividad en medios se destaca la cancelación de su perfil en la red Twitter en el mes de febrero de 2018, luego que afirmara que el candidato a la presidencia de la República Gustavo Petro, había modificado actas de las reuniones del partido político del Polo Democrático Alternativo. Información que según él fue dada por su amigo, el político de izquierda, Carlos Gaviria, fallecido dos años atrás. Esta afirmación fue al parecer la detonante de su retiro de la concurrida red social, pues generó una avalancha de comentarios insultantes o que buscaban ahondar en pruebas que soportaran la acusación.
En junio de 2023, resultó herido cuando dos misiles balísticos rusos impactaron en un café en Kramatorsk, Ucrania, donde se encontraba con la escritora ucraniana Victoria Amelina, quien luego murió como resultado de sus heridas.

## Carrera profesional
Ha sido traductor, entre otras, de las siguientes obras de autores italianos: La Sirena y otros relatos, de Giuseppe Tomasi di Lampedusa; Quid pro quo de Gesualdo Bufalino; Apostillas a El nombre de la rosa de Umberto Eco; numerosos cuentos de Italo Calvino, Leonardo Sciascia, Stefano Benni, Natalia Ginzburg, etc.
Fue director de la Revista Universidad de Antioquia de 1993 a 1997. En su labor como editor, publicó el índice general de esta revista, hizo traducciones, y rediseñó la publicación. Dirigió también la Colección Celeste de literatura, en la Editorial Universidad de Antioquia, y fue director del Fondo Editorial de la Universidad EAFIT. Fue director de la biblioteca de esta última universidad, entre 2014 y 2017, en la que dio impulso a la creación del premio Biblioteca de Narrativa Colombiana, que en su primera edición de 2015 ganó el escritor Juan Esteban Constaín por la novela El hombre que no fue jueves. 
En 2014 fue profesor invitado de la Freie Universität de Berlín, como S. Fischer Gastprofessur.
Además de ser becario del Servicio Alemán de Intercambio Académico (DAAD) en 2007, ha sido conferencista invitado en la Feria del Libro de Fráncfort, en las universidades de Verona, Turín, Florencia, Cagliari y Bolonia. Ha asistido como invitado a eventos literarios en numerosos países del mundo como Austria, Francia, España, Hungría, Estados Unidos, Perú, Venezuela, Ecuador, Argentina y Costa Rica, entre otros. Fue jurado de novela del Premio Casa de las Américas de Cuba. También ha sido jurado de los premios de Novela del Ministerio de Cultura de Colombia, de Casa de América de Madrid, de la Cámara de Comercio de Medellín y de otros concursos menores. En la actualidad forma parte del consejo rector del Premio Gabriel García Márquez de Periodismo, organizado por la FNPI y que se entrega cada año la última semana del mes de septiembre en Medellín. 
Ha sido columnista de las revistas Cromos, Cambio, El Malpensante, y de los periódicos El Espectador y El Colombiano. Es columnista dominical de El Nacional de Caracas, un periódico venezolano. Ha publicado ensayos de tipo académico en reconocidas revistas de Colombia, España, México, Italia y Gran Bretaña. 
Sobre su obra literaria hay numerosos libros, revistas, documentales, trabajos y ensayos y tesis publicadas por importantes editoriales académicas. Asimismo existen amplias reseñas de sus libros tanto en castellano como en alemán, italiano, inglés y portugués. Existe una bibliografía extensa sobre sus escritos, preparada por el profesor Augusto Escobar de la Universidad de Antioquia.
En 2016 fue escogido como "Writer in Residence" de la Letterenfonds en el NIAS, Netherlands Institut for Advanced Studies en Wassenaar, Países Bajos.

### Poeta
Durante su juventud escribió muchos poemas de los cuales solo los leyó la madre de Fernando Arosemena, la poeta Olga Elena Mattei. Sin embargo, abandona este género literario para dedicarse a la novela y el cuento ya que, en sus palabras, “no es el género más adecuado para escribir sobre los siglos XX y el XXI” y a pesar de no dedicarse a ella, si es un lector fanático de la poesía del Siglo de Oro debido a que es “...más íntima, más intensa, más reposada, más medida”. La editorial española PreTextos publicó en 2015 su libro de poesía Testamento Involuntario con prólogo del poeta español Andrés Trapiello.

### Columnista
Abad empieza a escribir en periódicos y revistas desde el colegio, luego en la universidad y posteriormente en periódicos como El Espectador  y esta trayectoria se extiende a más de 15 años. En ellas se puede ver el carácter incisivo de Abad al tratar temas controversiales como la globalización, la religión, la corrupción, etc. Tal como afirma Jiménez  se puede ver temas recurrentes en sus columnas, los cuales son: la retórica, temas personales, oficio de escritor, estructuras literarias, fobias, ciencia, contra la globalización, Medellín y religión. Jiménez, C. Héctor Abad Faciolince: vida y obra de un quitapesares. Tesis de pregrado, Pontificia Universidad Javeriana.
En el periódico El Espectador, publica semanalmente su columna en donde expone de una forma clara su opinión, de este modo se pueden ver secciones que hablan de la escritura y la gramática en el siglo XXI
Por otro lado, en colaboraciones en revistas de literatura como El Malpensante, el autor expone su visión crítica de la literatura, de lo que él considera un buen escritor y una buena novela. Se puede encontrar artículos como Por qué es tan malo Paulo Coelho, en donde se puede inferir de fragmentos como:

Si Coelho vende por sí solo más libros que todos los demás escritores brasileños juntos, esto se debe precisamente a que sus libros son tontos y elementales. Si fueran libros profundos, complejos literariamente, con ideas serias y bien elaboradas, el público no los compraría porque las masas tienden a ser incultas y a tener muy mal gusto.

No se trata de ser un best-seller, sino de crear personajes complejos como Gaspar Medina en la novela Asuntos de un hidalgo disoluto, en donde se puede ver la parodización de Medina al ser un hidalgo y la vez estar disoluto. O, así mismo, exponer temas relevantes como en su novela Angosta en donde “toma elementos de la realidad colombiana actual, tales como la pobreza, los asuntos económicos y políticos, los grupos subversivos etc., para luego parodiarlos y exagerarlos en un futuro no tan lejano.”

### Novelista
"El estilo de este autor ha sido clasificado dentro de muchas categorías e incluso se ha dicho que muchas de sus novelas son de género incierto, sin embargo, varios autores han comentado la posible relación que existe entre sus obras y sus columnas" (El Espectador)
La relación se puede dar por las influencias picarescas en novelas tales como Asuntos de un hidalgo disoluto, en otras palabras, se trata de la voz del narrador como crítico, satírico de los temas que se tratan; y al respecto Jiménez afirma “El límite entre lo literario y lo periodístico puede llegar a ser difuso, y según Abad solo puede ser visible a partir de dos términos: verdad y realidad”
Es así como la verdad y la realidad se vuelven focos de análisis para este autor, es por ello que en la entrevista concedida a Jiménez comenta que piensa en dos tipos de lectores para sus obras:
"Tengo dos tipos de lector en mente, el que me odia y el que me quiere. Creo que tengo unos lectores habituados a mí, y quiero que esos lectores rompan ese horizonte de expectativa. Me parece que a los lectores hay que darles un remezón, hay que desconcertarlos, para que te sigan leyendo y no piensen que todo está dicho".
Por lo tanto, se puede ver que por medio de la verdad (mayormente en sus columnas) y las distorsiones de la realidad, Faciolince apunta a cautivar al lector en una continua renovación del interés por el tema en cuestión. Cuando parece que Abad Faciolince se desprende de los géneros literarios, lo que hace es navegar por ellos en busca de una constante innovación digna del lector que se interesa en su estilo narrativo. En novelas tales como Angosta del 2000, se pueden ver claramente temas como la infidelidad, el oficio de escribir, entre otros haciendo visible la estrecha unión entre los temas tratados en las columnas y las novelas y sus personajes.
Además de esto a Héctor Abad Faciolince se lo ha catalogado para posibles nuevos cánones de la literatura latinoamericana y colombiana. Rivera al respecto propone la denominada «generación mutante» compuesta de los autores: Julio César Londoño, Rigoberto Gil Montoya, Santiago Gamboa, Octavio Escobar Giraldo, Philip Potdevin, Héctor Abad Faciolince y Jorge Franco Ramos, en donde los aspectos fundamentales para este grupo son la remitologización de temáticas universales, la revisitación del pasado, la hibridación de la cultura popular y lo urbano, el escepticismo ideológico e ironía crítica, la literatura sin pretensiones regionales, nacionales o universales, la muerte del autor y la relación de la literatura y el hombre con las tecnologías virtuales. O así mismo, es importante ver cómo Escobar realiza una clara selección de cuatro autores que considera representativos de Colombia en su libro Cuatro náufragos de la palabra, en donde habla de que ellos “revelan parte de a esencia de nuestra cultura”
Su novela El olvido que seremos, ha sido llevada al cine por Fernando Trueba en el año 2020 y fue seleccionada por el festival de cine de Cannes para su sección oficial, y ganó el premio Goya de la mejor película iberoamericana 2020.

## Obras

### Novelas
- Asuntos de un hidalgo disoluto (1994). Bogotá. Narra la historia de un millonario, Gaspar Medina, desencantado de todo quien dicta sus memorias jocosas a una hermosísima secretaria muda: Cunegunda Bonaventura. Primera edición: Tercer Mundo. Reeditada por Alfaguara en 1999.
- Fragmentos de amor furtivo (1998). Bogotá. Cuenta la historia de dos amantes que se recluyen en su casa a contarse cuentos (como en el esquema de El Decamerón de Boccaccio), mientras afuera, en Medellín, arrecia la peste de la violencia mafiosa, política y paramilitar. Es una novela erótica. Editorial Alfaguara.
- Basura (2000). Madrid. Ganadora en España del I Premio Casa de América de Narrativa Innovadora. Es quizá su novela más experimental. Cuenta la historia de un escritor fracasado, Bernardo Davanzati, de quien se supone que no ha vuelto a escribir, pero un día un vecino suyo del mismo edificio, encuentra unos papeles suyos en la basura del sótano. A partir de ese día el vecino entrometido encuentra cada día papeles desechados por el escritor, y el libro se construye con la transcripción y el comentario de estos fragmentos. Lengua de Trapo.
- Angosta (2004). Bogotá. Seix-Barral.

- El olvido que seremos (2006). En esta, su obra más conocida, el autor relata su relación con su padre Héctor Abad Gómez, vivencias de este, y trata de alargar un poco más la memoria de su padre asesinado. Planeta.

- El amanecer de un marido (2008).  El amanecer de un marido es una descripción honesta, y no por ello menos dolorosa, del tedio que se instala entre dos personas después de años de convivencia. Seix Barral.
- La Oculta (2014). Trata la historia de una finca escondida en las montañas de Antioquia y sus aledaños, narrada desde la perspectiva de tres hermanos que en su vejez cuentan la historia de su vida y sus antepasados.
- Salvo mi corazón, todo está bien (2022). Alfaguara. es la historia de un sacerdote bondadoso -inspirado en un cura real- que pone a prueba sus creencias y su optimismo inquebrantable en un mundo hostil.

### Relatos
- Malos pensamientos. Medellín. Editorial Universidad de Antioquia, 1991.
- Traiciones de la memoria, 2009. Colección de tres textos no inéditos cruzados por el fantasma de Borges. El primero es la historia del poema que el autor encontró en el bolsillo de su padre el día de su muerte y que dio título a El olvido que seremos. Los dos restantes, mezcla de biografía, cuento y ensayo, se enlazan indirectamente, también, con la muerte de Héctor Abad Gómez.

### Otras
- Tratado de culinaria para mujeres tristes. Medellín (1996). Libro de género incierto, que combina recetas de cocina falsas (de celacanto, de carne de dinosaurio o de mamut), con recetas reales. El tono es humorístico, casi siempre, aunque velado por cierta melancolía. Primera edición: Celacanto editores. Reeditado por Alfaguara en 1997. En agosto de 2017, la Fundación Teatro Nacional de Bogotá estrenó una adaptación teatral de la obra dirigida por Johan Velandia.

- Palabras sueltas (2002). Bogotá. Colección de ensayos breves, de tipo cultural y político. Seix Barral.

- Oriente empieza en El Cairo (2002). Barcelona. Crónica de viaje. El autor pasó dos meses en la ciudad de El Cairo, la capital de Egipto, y escribió esta crónica novelada de su experiencia allí. Grijalbo-Mondadori.

- Testamento involuntario (2012). Poesía.
- Una bolita plateada (2018). Cuenta la relación íntima entre una abuela y su nieta, una bella mezcla de dos temporalidades y el modo como se construyen entre ambos personajes las añoranzas, los sueños, los recuerdos y las motivaciones por la vida. Primer libro infantil-juvenil del autor y su primera obra ilustrada. Mesa Estándar editores.
- Lo que fue presente. Diarios (1985-2006) (2019). Alfaguara.

## Videos
- Héctor Abad Faciolince (6 de octubre de 2010). Ficción o no ficción, esa es la cuestión. Consultado el 25 de octubre de 2011.

- José Zepeda y Héctor Abad Faciolince (2010). Héctor Abad: el olvido que seremos en el recuerdo que somos. Consultado el 9 de enero de 2015.